# Флаг Черкизова
Флаг Черки́зова — официальный символ городского поселения Черкизово Пушкинского муниципального района Московской области Российской Федерации.
Флаг утверждён 3 июня 2006 года и внесён в Государственный геральдический регистр Российской Федерации под номером 2863.
Флаг городского поселения Черкизово составлен на основании герба по правилам и традициям вексиллологии и отражает исторические, культурные, социально-экономические, национальные и иные местные традиции.

## Описание
«Флаг представляет собой прямоугольное полотнище с отношением ширины к длине 2:3, верхняя половина которого — зелёная, несущая посередине жёлтое изображение стремени, а нижняя половина занята бело-голубыми волнами».

## Обоснование символики
История заселения современной территории посёлка восходит к III—IV векам до н. э., что подтверждают археологические раскопки черкизовских курганов. Первое письменное упоминание о поселении Черкизово на реке Клязьме относится к 1504 году в записи о соблюдении старых меж.
Название посёлка дано по имени его владельца царевича Серкиза (по другим источникам — царевич Черкиз), потомка старшего сына Чингисхана Джучи, перешедшего на службу к московскому князю Дмитрию Донскому во время III похода в Орду и получившего во владение земли в Московском княжестве. Сын Серкиза Андрей был воеводой Переяславского (Коломенского) полка и погиб в Куликовской битве. Об этом говорится в памятнике древнерусской литературы «Задонщине».
Основной фигурой флага Черкизова является стремя боевого коня (тавровый знак царевича Серкиза), представляющее собой стремя, завершённое вверху двумя головами лошадей, что означает «властвует, управляет и научает».
Лёгкие синие волны, обрамлённые серебром, символизируют не только протекающую в посёлке реку Клязьма, но и являются аллегорией одного из старейших и основных производств посёлка — ткацкую фабрику (ныне фабрика «Набивткань»), открытую в 1875 году купцом П. М. Мочаловым и давшую толчок социально-экономическому развитию посёлка.
Зелёный цвет символизирует весну, здоровье, природу, надежду.
Жёлтый цвет (золото) — символ высшей ценности, величия, великодушия, богатства, урожая.
Синий цвет — символ возвышенных устремлений, искренности, преданности, возрождения.
Белый цвет (серебро) — символ чистоты, ясности, открытости, божественной мудрости, примирения.